# Скринтон

Три форми, що перекривають один одного, з різними скрінтонами

Скринтон — техніка додавання текстур та відтінків на малюнок, яка використовується як альтернатива для штрихування. У роботі шаблони переносяться з аркушів, на яких були попередньо надруковані, але також подібна техніка здійсненна при використанні комп'ютерної графіки. Найбільш відомими брендами є Zip-A-Tone (1937, зараз не існує), Chart-Pak (1949), і Letratone (1966, від Letraset).
Традиційний аркуш зі скрінтоном складається з гнучкої прозорої підкладки, надрукованої текстури і воскового липкого шару. Аркуш прикладається до паперу липким шаром донизу і пропрасовується стилем на зворотному боці. Підкладка знімається, а чорнило залишається приклеєним до паперу в тих місцях, де аркуш пропрасували.
Скрінтони широко використовуються ілюстраторами та художниками для малюнків і рекламних плакатів. Для оригінальних творів вони використовуються рідко відтоді, як з'явилися графічні програми та комп'ютерна верстка, але їх і досі застосовують, наприклад, деякі з авторів манґи — японських коміксів (найпоширенішими в цьому колі є марки Deleter і Maxon).